# Liste der landwirtschaftlichen Erzeugnisse mit geschützter Ursprungsbezeichnung aus der Türkei
Die Liste der landwirtschaftlichen Erzeugnisse mit geschützter Ursprungsbezeichnung aus der Türkei führt die Produkte aus der Türkei auf, die mit einer geschützten Ursprungsbezeichnung (g.U.) in der EU registriert sind (Stand 31. Juli 2025).

## Gemüse
| Name               | Erläuterung | Herkunft         | Registrierung     |
| ------------------ | ----------- | ---------------- | ----------------- |
| Araban Sarımsağı   | Knoblauch   | Landkreis Araban | 21. März 2024     |
| Ayaş Domatesi      | Tomate      | Bezirk Ayaş      | 29. November 2023 |
| Taşköprü Sarımsağı | Knoblauch   | Bezirk Taşköprü  | 16. April 2021    |

## Gewürze
| Name               | Erläuterung | Herkunft        | Registrierung   |
| ------------------ | ----------- | --------------- | --------------- |
| Safranbolu Safranı | Safran      | Provinz Karabük | 17. Januar 2024 |

## Honig
| Name        | Erläuterung | Herkunft       | Registrierung |
| ----------- | ----------- | -------------- | ------------- |
| Bingöl Balı | Blütenhonig | Provinz Bingöl | 10. Juli 2024 |

## Hülsenfrüchte
| Name                 | Erläuterung | Herkunft         | Registrierung |
| -------------------- | ----------- | ---------------- | ------------- |
| Osmaniye Yer Fıstığı | Erdnuss     | Provinz Osmaniye | 10. Juli 2024 |

## Käse
| Name                   | Erläuterung                             | Herkunft                         | Registrierung     |
| ---------------------- | --------------------------------------- | -------------------------------- | ----------------- |
| Erzincan Tulum Peyniri | Schafskäse, ggf. Zusatz von Ziegenmilch | Provinz Erzincan                 | 27. Mai 2025      |
| Ezine Peyniri          | Weißkäse aus Schafs-/Ziegen-/Kuhmilch   | Bezirke in der Provinz Çanakkale | 07. Dezember 2023 |

## Kaffee
| Name                                                    | Erläuterung                       | Herkunft          | Registrierung     |
| ------------------------------------------------------- | --------------------------------- | ----------------- | ----------------- |
| Gaziantep Menengiç Kahvesi / Gaziantep Melengiç Kahvesi | Kaffeeersatz aus Terebinthe-Samen | Provinz Gaziantep | 02. Dezember 2024 |

## Obst
| Name                                | Erläuterung | Herkunft                                 | Registrierung      |
| ----------------------------------- | ----------- | ---------------------------------------- | ------------------ |
| Kırkağaç Kavunu                     | Melone      | Bezirk Kırkağaç                          | 25. Juli 2025      |
| Hüyük Çileği                        | Erdbeere    | Landkreis Hüyük                          | 09. September 2024 |
| Bursa Şeftalisi                     | Pfirsich    | Landkreise der Provinz Bursa             | 15. Juli 2024      |
| Aydın Çam Fıstığı                   | Pinienkern  | Provinz Aydın                            | 02. Juni 2025      |
| Aydın Memecik Zeytini               | Olive       | Provinz Aydın                            | 12. März 2025      |
| Bursa Siyah İnciri / Bursa Siyahı   | Feige       | Bezirke der Provinz Bursa                | 04. September 2024 |
| Aydın Memecik Zeytinyağı            | Olive       | Provinz Aydın                            | 05. Februar 2024   |
| Edremit Körfezi Yeşil Çizik Zeytini | Olive       | Bezirke der Provinz Çanakkale            | 04. Dezember 2023  |
| Milas Yağlı Zeytini                 | Olive       | Landkreis Milas                          | 08. September 2023 |
| Gemlik Zeytini                      | Olive       | Bezirke der Provinz Bursa                | 16. Juni 2023      |
| Çağlayancerit Cevizi                | Walnuss     | Orte der Provinz Kahramanmaraş           | 13. Juni 2023      |
| Suruç Narı                          | Granatapfel | Provinz Şanlıurfa                        | 02. Juni 2023      |
| Giresun Tombul Fındığı              | Haselnuss   | Städte der Provinzen Giresun und Trabzon | 20. Juni 2022      |
| Bayramiç Beyazı                     | Pfirsich    | Landkreis Bayramiç                       | 16. April 2021     |
| Aydın Kestanesi                     | Esskastanie | Provinz Aydin                            | 24. September 2020 |
| Malatya Kayısısı                    | Aprikose    | Region Malatya                           | 07. Juli 2017      |
| Aydın İnciri                        | Feige       | Provinz Aydın                            | 17. Februar 2016   |

## Öl
| Name               | Erläuterung | Herkunft                      | Registrierung     |
| ------------------ | ----------- | ----------------------------- | ----------------- |
| Mut Zeytinyağı     | Olivenöl    | Bezirk Mut                    | 25. Juli 2025     |
| Edremit Zeytinyağı | Olivenöl    | Landkreise Edremit und Havran | 20. Juli 2023     |
| Milas Zeytinyağı   | Olivenöl    | Landkreis Milas               | 23. Dezember 2020 |